# René Berthier (acteur)
Pour les articles homonymes, voir René Berthier et Berthier.
René Berthier, né le 7 juillet 1912 à Paris et mort le 13 août 2001 dans la même ville, est un acteur français.

## Filmographie

### Cinéma

#### Années 1940
- 1947 : Antoine et Antoinette de Jacques Becker
- 1948 : Croisière pour l'inconnu de Pierre Montazel : M. Fleuret
- 1949 : Rendez-vous de juillet de Jacques Becker
- 1949 : Je n'aime que toi de Pierre Montazel : le secrétaire

#### Années 1950
- 1950 : Rome-Express de Christian Stengel
- 1950 : Pas de week-end pour notre amour de Pierre Montazel : le docteur Etoffe
- 1950 : Les Anciens de Saint-Loup de Georges Lampin : Lahulotte
- 1951 : Ombre et lumière de Henri Calef
- 1951 : Passion de Georges Lampin
- 1951 : Les Mémoires de la vache Yolande d'Ernst Neubach
- 1952 : Nous sommes tous des assassins d'André Cayatte
- 1953 : Suivez cet homme de Georges Lampin : le curé
- 1954 : Adam est... Ève de René Gaveau : le portier
- 1954 : Crainquebille de Ralph Habib : le docteur Matthieu
- 1954 : Si Versailles m'était conté... de Sacha Guitry : Le Gall
- 1954 : Escalier de service de Carlo Rim : le docteur
- 1955 : Razzia sur la chnouf de Henri Decoin : le docteur
- 1955 : Les Hommes en blanc de Ralph Habib : un interne
- 1955 : Interdit de séjour de Maurice de Canonge : un inspecteur
- 1956 : Elena et les Hommes de Jean Renoir
- 1956 : Toute la ville accuse de Claude Boissol
- 1956 : Les Truands de Carlo Rim
- 1956 : La Loi des rues de Ralph Habib
- 1957 : La Roue d'André Haguet
- 1957 : La Peau de l'ours de Claude Boissol
- 1957 : Fernand clochard de Pierre Chevalier
- 1958 : C'est la faute d'Adam de Jacqueline Audry
- 1958 : Le Dos au mur d'Édouard Molinaro : le prêtre
- 1958 : En cas de malheur de Claude Autant-Lara : un journaliste
- 1958 : Montparnasse 19 de Jacques Becker
- 1958 : Mimi Pinson de Robert Darène
- 1958 : Le Septième Ciel de Raymond Bernard
- 1958 : Le Désordre et la Nuit de Gilles Grangier : le réceptionniste de l'Hôtel George-V
- 1958 : Thérèse Étienne de Denys de la Patellière
- 1959 : Du rififi chez les femmes d'Alex Joffé
- 1959 : La Verte Moisson de François Villiers
- 1959 : La Marraine de Charley de Pierre Chevalier

#### Années 1960
- 1961 : Le Président de Henri Verneuil : un parlementaire
- 1963 : Le Glaive et la Balance d'André Cayatte
- 1966 : Le Grand Restaurant de Jacques Besnard
- 1967 : Lagardère de Jean-Pierre Decourt (version écourtée pour le cinéma du feuilleton télévisé) : D'Argenson
- 1967 : Les Risques du métier d'André Cayatte
- 1968 : À tout casser de John Berry : l'associé de Morelli
- 1968 : Le gendarme se marie de Jean Girault : Berthier, capitaine, aide de camp du colonel de gendarmerie

#### Années 1970 et 1980
- 1970 : Le Gendarme en balade de Jean Girault : Berthier, chef d'escadron, adjoint du colonel de gendarmerie
- 1970 : Le Cercle rouge de Jean-Pierre Melville : le directeur de la P.J
- 1971 : Mais ne nous délivrez pas du mal de Joël Séria : Gustave
- 1974 : Les Guichets du Louvre de Michel Mitrani
- 1975 : Les Galettes de Pont-Aven de Joël Séria : Le V.R.P
- 1977 : Comme la lune de Joël Séria : le père Pouplard
- 1979 : Le Gendarme et les Extra-terrestres de Jean Girault : Berthier, chef d'escadron, adjoint du colonel de gendarmerie
- 1982 : Le Gendarme et les Gendarmettes de Jean Girault et Tony Aboyantz : Berthier, chef d'escadron, adjoint du colonel de gendarmerie

#### Courts métrages
- 1948 : Un dimanche à Paris de Claude Lalande
- 1950 : Boîte à vendre de Claude Lalande

### Télévision
- 1961 : Épreuves à l'appui (Les Cinq Dernières Minutes no 21) de Claude Loursais
- 1964 : L'Abonné de la ligne U de Yannick Andreï
- 1965 : Les Cinq Dernières Minutes, épisode  Bonheur à tout prix de Claude Loursais
- 1967 : Salle n° 8, épisode 60 de Robert Guez et Jean Dewever : un passant
- 1968 : Les Cinq Dernières Minutes, épisode Tarif de nuit de Guy Séligmann
- 1968 : Les Enquêtes du commissaire Maigret de Jean-Pierre Decourt, épisode Signé Picpus : Monsieur Drouin
- 1969 : Les Enquêtes du commissaire Maigret de René Lucot, épisode L'Ombre chinoise : Monsieur Martin
- 1969 : En votre âme et conscience, épisode L'Affaire Lacoste de  René Lucot
- 1970 : De la belle ouvrage, téléfilm de Maurice Failevic
- 1973 : Les Enquêtes du commissaire Maigret, épisode Maigret et l'homme du banc de René Lucot
- 1978 : Les Folies Offenbach, épisode La Valse oubliée de Michel Boisrond

## Théâtre
- 1958 : Procès à Jésus de Diego Fabbri, mise en scène Marcelle Tassencourt,   Théâtre des Célestins